# Arirang Hill
Der Arirang Hill ist ein 178 m hoher Hügel auf King George Island im Archipel der Südlichen Shetlandinseln. Er ragt südlich des Araon Valley auf der Barton-Halbinsel auf.
Südkoreanische Wissenschaftler benannten ihn nach dem koreanischen Volkslied Arirang.